# Sulbaktam
Sulbaktam je ireverzibilni zaviralec laktamaz beta, ki se daje zlasti v kombinaciji z betalaktamskimi antibiotiki. Laktamaze beta so encimi, ki jih izločajo nekatere bakterije in hidrolizirajo betalaktamski obroč ter s tem inaktivirajo betalaktamske antibiotike.

## Mehanizem delovanja
Sulbaktam se nepovratno veže na molekulo laktamaze beta ter ji prepreči, da bi prišlo do interakcije med encimom in betalaktamskim antibiotikom. S tem ostane antibiotik aktiven.

## Uporaba
Sulbaktam zavira delovanje večine vrst laktamaz beta, vendar je neučinkovit proti cefalosporinazi ampC. Zato je le malo učinkovit pri okužbah z bakterijami, kot so Pseudomonas aeruginosa, Citrobacter, Enterobacter in Serratia, ki pogosto proizvajajo omenjeni encim.
Sicer sam sulbaktam izkazuje tudi blago antibiotično delovanje, vendar nezadostno za samostojno zdravljenje. Zato se uporablja le v kombinaciji z betalaktamskimi antibiotiki.